# Convenção Internacional para a Prevenção da Poluição Causada por Navios
Marpol 73/78 é uma Convenção Internacional para a Prevenção da Poluição por Navios, criado em 1973 e alterado pelo Protocolo de 1978. ("Marpol" uma abreviação para "marine pollution" e 73/78 é uma abreviação para os anos 1973 e 1978.)
Marpol 73/78 é uma das mais importantes convenções ambientais internacionais. Ela foi criada com o intuito de minimizar a poluição dos mares , incluindo dumping de óleo e poluição de escape.  Seu objeto declarado é: para preservar o meio marinho através da completa eliminação da poluição por hidrocarbonetos e outras substâncias nocivas e a minimização da descarga acidental de tais substâncias.
A Convenção MARPOL original foi assinado em 17 de fevereiro de 1973, mas não entrou em vigor. A Convenção atual é uma combinação da Convenção de 1973 e do Protocolo de 1978. Ela entrou em vigor em 02 de outubro de 1983. Em 31 de dezembro de 2005, 136 países, representando 98% da tonelagem mundial de navegação, já faziam parte da Convenção.
Todos os navios embandeirados em países que são signatários da Convenção MARPOL estão sujeitos às suas necessidades, independentemente de onde eles navegam e as nações membros são responsáveis por embarcações registadas em suas respectivas nacionalidades.

## Anexos
A Marpol contém 6 anexos, preocupando-se com a prevenção de diferentes formas de poluição marinha por navios:
- Anexo I   - Regulação para Prevenção de Poluição por Óleo Combustível.
- Anexo II  - Regulação para Prevenção de Poluição por Carga líquida nociva transportada a granel.
- Anexo III - Regulação para Prevenção de Poluição por Substâncias Nocivas Carregadas em Embalagens.
- Anexo IV  - Regulação para Prevenção de Poluição por Esgoto.
- Anexo V   - Regulação para Descarte de Lixo dos Navios.
- Anexo VI  - Prevenção de Poluição do Ar.

Para que uma nação se torne parte da Marpol deve aceitar Anexo I e II. Os anexos III-VI são de adesão voluntária.
Em outubro de 2009, 150 países, representando quase 99,14% da tonelagem do mundo havia se tornado parte dos anexos I e II.
O Anexo III entrou em vigor em 01 de julho de 1992.
O Anexo IV entrou em vigor em 27 de setembro de 2003.
O Anexo V entrou em vigor em 31 de dezembro de 1988.
Anexo VI entrou em vigor em 19 de maio de 2005.

## Signatários
Há 150 nações signatárias do Acordo a partir de 31 de dezembro de 2010. Abaixo 136 deles estão listados:
África do Sul, Alemanha, Argélia, Angola, Antígua e Barbuda, Argentina, Austrália, Azerbaijão, Áustria, Bahamas, Bangladexe, Barbados, Bélgica, Belize, Benim, Bielorrússia, Bolívia, Brasil, Brunei, Bulgária, Cabo Verde, Camboja, Canadá, Cazaquistão, Chéquia, Chile, China, Chipre, Colômbia, Comores, Congo, Coreia do Norte, Coreia do Sul, Costa do Marfim, Croácia, Cuba, Dinamarca, Djibuti, Dominica, Eslováquia, Eslovênia, Espanha, Estados Unidos, Egito, Equador, Estônia, Filipinas, Finlândia, França, Gabão, Gâmbia, Gana, Geórgia, Grécia, Guatemala, Guiné, Guiné Equatorial, Guiana, Honduras, Hungria, Ilhas Faroé, Ilhas Marshall, Ilhas Salomão, Índia, Indonésia, Irã, Irlanda, Islândia, Israel, Itália, Jamaica, Japão, Letónia, Líbano, Libéria, Líbia, Lituânia, Luxemburgo, Maláui, Malásia, Malta, Marrocos, Mauritânia, Maurícia, México, Mianmar, Moldávia, Mônaco, Mongólia, Moçambique, Namíbia, Nicarágua,Nigéria, Noruega,  Nova Zelândia, Omã, Países Baixos, Panamá, Papua-Nova Guiné, Paquistão, Peru, Polônia, Portugal, Quênia, Reino Unido, República Dominicana, Romênia, Rússia, Samoa, Santa Lúcia, São Cristóvão e Neves, São Tomé e Príncipe, São Vicente e Granadinas, Seicheles, Senegal, Seri Lanca, Serra Leoa, Sérvia, Singapura, Suécia, Suíça, Síria, Suriname, Togo, Tonga, Trindade e Tobago, Tunísia, Turquia, Tuvalu, Ucrânia, Uruguai, Vanuatu, Venezuela e Vietnã.